# Ousse (Gave de Pau)
Die Ousse ist ein Fluss in Frankreich, der in den Regionen Okzitanien und Nouvelle-Aquitaine verläuft. Sie entspringt im Gemeindegebiet von Bartrès, entwässert generell in nordwestlicher Richtung durch die Départements Hautes-Pyrénées sowie Pyrénées-Atlantiques, erreicht den Ballungsraum von Pau und mündet nach rund 42 Kilometern an der Gemeindegrenze von Pau und Gelos als rechter Nebenfluss in die Gave de Pau.

## Orte am Fluss
(Reihenfolge in Fließrichtung)
- Loubajac
- Lamarque-Pontacq
- Pontacq
- Barzun
- Livron
- Espoey
- Soumoulou
- Nousty
- Artigueloutan
- Ousse
- Idron
- Bizanos
- Pau